# 西松本村
西松本村（にしまつもとむら）は奈良県南葛城郡にあった村。現在の御所市中心部の北西の一角、元町にあたる。

## 歴史
- 1889年（明治22年）4月1日 - 町村制の施行により、近世以来の葛上郡西松本村が単独で自治体を形成。櫛羅村・東松本村・竹田村・鎌田村・小林村・楢原村・三室村と櫛羅村外七ヶ村組合村を結成。
- 1897年（明治30年）4月1日 - 所属郡が南葛城郡に変更。
- 1915年（大正4年）1月1日 - 櫛羅村外七ヶ村組合村の7村が合併して大正村が発足。同日西松本村廃止。

## 交通

### 鉄道路線
村域を鉄道院和歌山線が通過したが、駅は所在しなかった。近鉄御所線は当時は未開通。

### 道路
- 下街道（現・国道24号）